# 医王寺 (八代市)
医王寺（いおうじ）は、熊本県八代市袋町にある高野山真言宗の寺院。九州八十八ヶ所百八霊場第54番札所。通称は足手荒神。

## 歴史
開基年代は不明だが、平安中頃の創建と伝える古刹である。当初は松江村と言った長丁筋（現在の八代市通町）にあったとされる。
天正（1573 – 1592）年中、キリシタンである小西行長によって破却され、寺跡は薬師森と呼ばれたという。
寛文2年（1662年）、八代城主・松井寄之が石原町（現在の八代市宮地町）に再建。
寛文5年（1665年）10月、夫の病気快癒を祈願した松井寄之の室・崇芳院尼が、現在地に移築して再興した。
当山派修験道の山伏・宝光院玄竜を住職とし、松井家の祈禱所としたという。
明治政府による神仏分離令を受けて、八代妙見宮（現在の八代神社）の普門院院主・阿度霊光が当寺に入って住持となり、院に安置されていた妙見菩薩像、石造の金剛力士（仁王）像や什物が寺に移された。

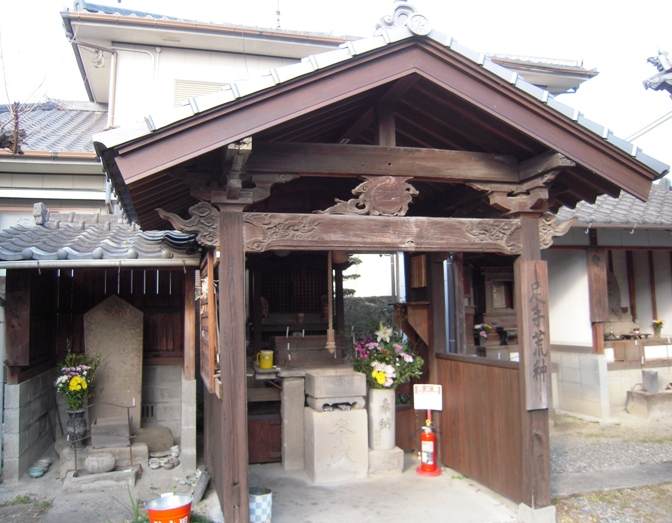
足手荒神
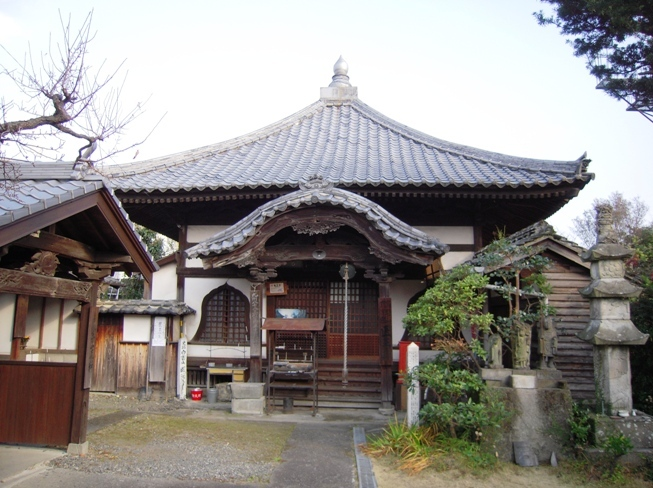
本堂

## 文化財

### 重要文化財（国指定）
- 木造薬師如来立像 - 崇芳院尼の信仰が篤かったと伝える。

### 熊本県指定重要文化財
- 木造聖観世音菩薩立像

### 八代市指定有形文化財
- 白雲山医王寺
- 医王寺の浄心石塔

### 八代市指定有形民俗文化財
- 医王寺の庚申碑と青面金剛堂 - 青面金剛堂は足手荒神として今日でも参拝者が多く[2]、手足の病に霊験あらたかと信仰を集めている[3]。

### その他
- 医王寺の仁王像

## 行事[4]
- 1月1日 - 初まいり
- 2月3日 - 星祭り
- 4月5日 - お砂踏み
- 7月17日 - 夏祭り
- 8月10日 - 施餓鬼会

- 毎月1日 - 足手荒神祭
- 毎月15日 - 足手荒神祭

## 御詠歌
有明の海に白雲たなびきて　あまねく救う瑠璃光の寺

## 所在地
熊本県八代市袋町5-34

## 交通
- 九州産交バス宮の町バス停から徒歩約3分
- 九州自動車道八代ICから車で約8分

## 周辺
- 八代宮
- 松浜軒